# SMS Prinz Adalbert (1865)
El SMS Prinz Adalbert (en alemán: Príncipe Adalberto) fue un buque de guerra, del tipo Ironclad o buque ariete de la marina prusiana, originariamente encargado a Francia para la marina de los Estados Confederados de América.

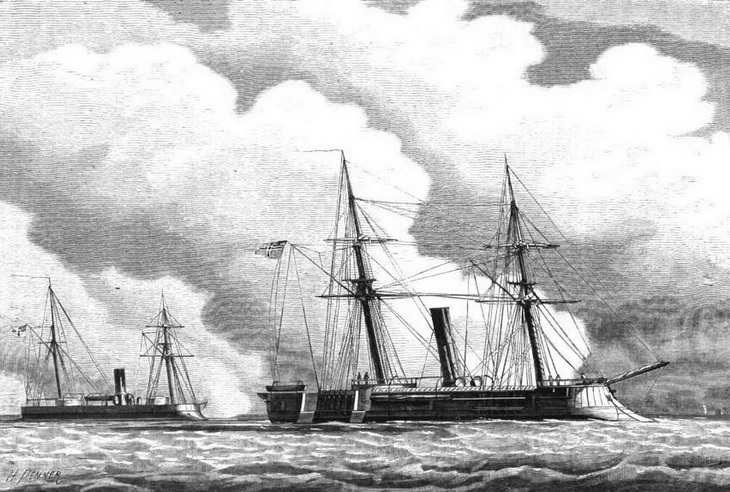
SMS Prinz Adalbert (derecha) y SMS Arminius (izquierda).

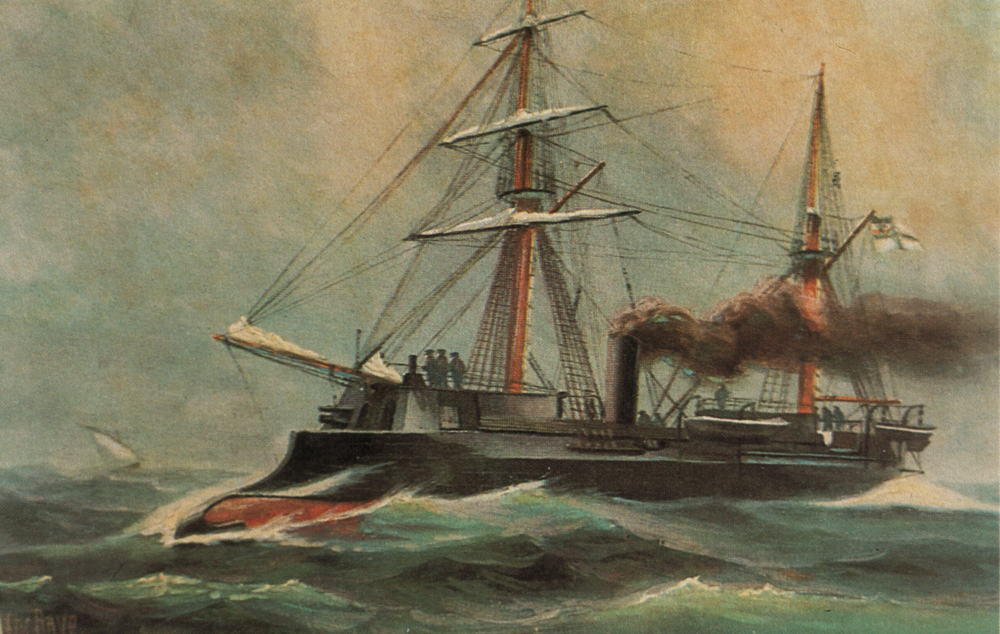
Prinz Adalbert.

## Historia
El Prinz Adalbert fue construido bajo el nombre encubierto de Cheops por el astillero francés de los hermanos Arman en Burdeos, y era buque gemelo del Sphinx. El Sphinx fue entregado a los agentes de los Estados Confederados de América en Europa. Renombrado CSS Stonewall, llegó demasiado tarde para tomar parte en la Guerra Civil Americana. El gobierno de los Estados Unidos vendió el Stonewall a Japón, donde sirvió con el nombre de Kōtetsu.
Los hermanos Armans encontraron un comprador para el Cheops en la marina prusiana, que carecía de buques tipo ironclad, y fue entregado el 10 de julio de 1865. El Prinz Adalbert, así llamado por el príncipe Adalberto de Prusia, tardó en completarse y no pudo tomar parte en la Segunda Guerra de Schleswig o Guerra de los Ducados, donde la marina real danesa disfrutó de un absoluto control de los mares.

## Características
El Prinz Adalbert fue diseñado como buque ariete. Desplazaba unas 1560 toneladas, tenía 50 metros de eslora en la línea de flotación, 57 metros contando con el protuberante ariete; 10 metros de manga y un calado de 5 metros. Tenía una cubierta baja, y fue un buque singularmente poco marinero. Sin embargo, era un buque maniobrable, esencialmente, si tenía que usar su espolón. Poseía dos mástiles para aparejar velas y un motor de vapor horizontal de 150 CV nominales (600 CV indicados) a dos hélices. A toda potencia, 72 revoluciones por minuto, que le permitía una velocidad de aproximadamente 10 nudos (19 km/h).
El armamento estaba montado en una barbeta pentagonal blindada en la proa y una octogonal cerca de la popa. Originalmente, estaba armado con 3 cañones de ánima lisa de 36 libras en la barbeta delantera y 2 en la trasera. En el verano de 1866 estos fueron cambiados por cañones de retrocarga Krupp, 2 de 210 mm a proa y 2 de 170 mm a media eslora.

## Destino
El Prinz Adalbert no tuvo una carrera muy larga ya que, en 1871, su casco de madera empezaba a pudrirse. El buque fue apartado del servicio activo el 23 de octubre de 1871 y fue dado de baja el 28 de mayo de 1878, siendo desguazado en Wilhelmshaven ese mismo año.

## Anexos
- Anexo:Buques blindados (1855-1880)
- Anexo:Acorazados